# Scrancia atribasalis
Scrancia atribasalis är en fjärilsart som beskrevs av Sergius G. Kiriakoff 1967. Scrancia atribasalis ingår i släktet Scrancia och familjen tandspinnare. Inga underarter finns listade.